# Jürgen Giesecke
Jürgen Giesecke (* 18. September 1932 in Konstanz; † 31. Januar 2024 in Gerlingen) war ein deutscher Wasserbauingenieur und Hochschullehrer. Er war von 1986 bis 1990 Präsident des Deutschen Verbands für Wasserwirtschaft und Kulturbau (DVWK) und von 1990 bis 1992 Rektor der Universität Stuttgart.

## Leben
Jürgen Giesecke, Sohn von Rudolf Giesecke und Elisabeth geb. Zürcher, studierte Bauingenieurwesen an der Technischen Hochschule Stuttgart. Nach seinem Studienabschluss 1955 arbeitete er bis 1967 als wissenschaftlicher Mitarbeiter, später Oberingenieur am Otto-Graf-Institut sowie am Stuttgarter Lehrstuhl für Baustoffkunde, Bodenmechanik und Wasserkraftanlagen und promovierte 1960 bei Friedrich Tölke mit einer bodenmechanischen Arbeit. Mit der Habilitation erwarb er 1965 die Lehrbefugnis für Wasserkraftanlagen, woraufhin er von 1968 bis 1971 als Geschäftsführer des Planungsunternehmens Dorsch Consult Ingenieurgesellschaft tätig war. Von 1971 bis 2000 lehrte er als Lehrstuhlinhaber für Wasserbau und Wasserwirtschaft. Von 1990 bis 1992 war er Rektor der Universität Stuttgart.
Giesecke war katholischer Konfession und seit 1957 mit Traudl geb. Müller († 2022) verheiratet. Er hatte zwei Töchter und einen Sohn.

## Auszeichnungen
- Verdienstkreuz 1. Klasse des Verdienstordens der Bundesrepublik Deutschland (1992)
- Ehrendoktorwürde (Dr.-Ing. E.h.) der Universität der Bundeswehr München (1998)
- Hubert-Engels-Medaille der Technischen Universität Dresden (1998)
- Theodor-Rehbock-Medaille der Deutschen Vereinigung für Wasserwirtschaft, Abwasser und Abfall (2008)

## Schriften (Auswahl)
- Beitrag zur theoretischen Untersuchung von Sickerwasserströmungen in isotropen und orthotropen Böden. Otto-Graf-Institut, Stuttgart 1961 (zugleich: Dissertation, TH Stuttgart, 1960).
- Krafthaus- und Grundablassschieber unter besonderer Berücksichtigung ihrer hydraulischen Wirkungsweise. Amtliche Forschungs- und Materialprüfungsanstalt für das Bauwesen, Stuttgart 1966 (zugleich: Habil.-Schrift, TH Stuttgart, 1965).
- Die Wirbelkammertriode als neuartiges Steuerorgan im Wasserbau. Institut für Wasserbau, Stuttgart 1974.
- Wasserwirtschaft in stark besiedelten Regionen. Institut für Wasserbau, Stuttgart 1991, ISBN 3-921694-76-0.
- Umweltforschung mit Schwerpunkt Wasserwirtschaft an der Universität Stuttgart. Universität Stuttgart, Stuttgart 2004, ISBN 3-926269-04-9.
- mit Emil Mosonyi: Wasserkraftanlagen. Planung, Bau und Betrieb. Springer Vieweg, Berlin 1997, ISBN 3-540-60993-8 (6., aktualisierte und erw. Aufl. 2014).
- Umweltzertifizierung von Wasserkraftanlagen (= Ökostrom-Publikationen.Band 3). EAWAG, Projekt Ökostrom, Kastanienbaum 2000, ISBN 3-905484-02-1.